# Нормализација база података
У области пројектовања релационих база података, нормализација представља систематски метод за осигуравање да је структура базе података погодна за упите општег типа, и да не испољава извесне нежељене карактеристике - аномалије уношења, ажурирања и брисања - које би могле да доведу до губитка интегритета података. Е. Ф. Код, изумитељ релационог модела, је увео концепт нормализације као и појам који је данас познат као прва нормална форма 1970. године. Код је осим тога дефинисао другу и трећу нормалну форму 1971, а заједно са Рејмондом Ф. Бојсом је 1974. дефинисао Бојс-Кодову нормалну форму. Више нормалне форме су током наредних година дефинисали други теоретичари. Најновија је шеста нормална форма коју су увели Крис Дејт, Хју Дарвен, и Никос Лоренцос 2002. године.
Неформално, табела релационе базе података (рачунарска репрезентација релације) је нормализована ако је у трећој нормалној форми (3НФ). Код већине 3НФ табела се не јављају аномалије уношења, ажурирања и брисања, то јест, у већини случајева 3НФ табеле су у складу са БКНФ, 4НФ, и 5НФ (али обично не и 6НФ).